# Tabanus brunneothorax
Tabanus brunneothorax är en tvåvingeart som beskrevs av Schuurmans och Stekhoven 1924. Tabanus brunneothorax ingår i släktet Tabanus och familjen bromsar. Inga underarter finns listade i Catalogue of Life.